# بوليمارخوس بن سيفالوس
بوليمارخوس بن سيفالوس (القرن الخامس - 404 قبل الميلاد) كان فيلسوفاً أثينياً قديماً من بيرايوس.

## حياته
بوليمارخوس بن سيفالوس بن سيراكوس، بويلمارخوس لديه شقيقان، الأول الخطيب المشهور ليسياس والآخر يوثيديموس، ولديه أخت متزوجة من براخيلوس. بوليمارخوس وليسياس سافرا إلى ثيوري عندما كان في الخامسة عشر من عمره.
خلال الاضطرابات السياسية الأثينية في أواخر القرن الخامس، بويلمارخوس أختير بواسطة الطغاة الثلاثون كونه من أثريا مِتيك.على عكس أخيه، وقال انه لم يتمكن من الهرب وأعدم من بإجباره على شرب كأس الشوكران السام. ميلوبيوس، أحد الطغاة الثلاثون، انتزع الاقراط الذهبية من زوجة بوليمارخوس. بعد موت بوليمارخوس، مجلس الطاغة الثلاثين نهى عائلته من إقامة العزاء لجنازته في أي من منازلهم. في كتاب الجمهورية لأفلاطون جلس في بيت بوليمارخوس في بيرايوس، التي كانت تقع بجانب متجر لصناعة الدروع الذي يعمل فيه 120 من العبيد المهرة. بيولمارخوس يتحدث بنفسه لفترة وجيزة في المجلدالأول من كتاب الجمهورية لأفلاطون.